# 迪恩·瓊斯 (演員)
迪恩·卡羅·瓊斯（英語：Dean Carroll Jones，1931年1月25日—2015年9月1日），是一位美國籍的演員。他以演出1965至1977年間的迪士尼電影而知名。他擅長演繹糊塗或無憂無慮的角色，例如在1968年的電影《萬能金龜車》；他也曾是由史蒂芬·桑坦作曲的百老匯音樂劇《夥伴們》（Company）的原班主演者之一。
2015年9月1日，他因為帕金森氏症併發症，病逝於洛杉磯。

## 外部連結
- 在Find a Grave上的迪恩·瓊斯 (演員)
- 迪恩·瓊斯在互联网电影资料库（IMDb）上的資料（英文）
- TCM电影资料库上迪恩·瓊斯的资料（英文）
- 互聯網百老匯資料庫（IBDB）上迪恩·瓊斯的資料（英文）